# 1282 هـ
1282 هـ هي سنة في التقويم الهجري امتدت مقابلةً في التقويم الميلادي بين سنتي 1865 و1866.

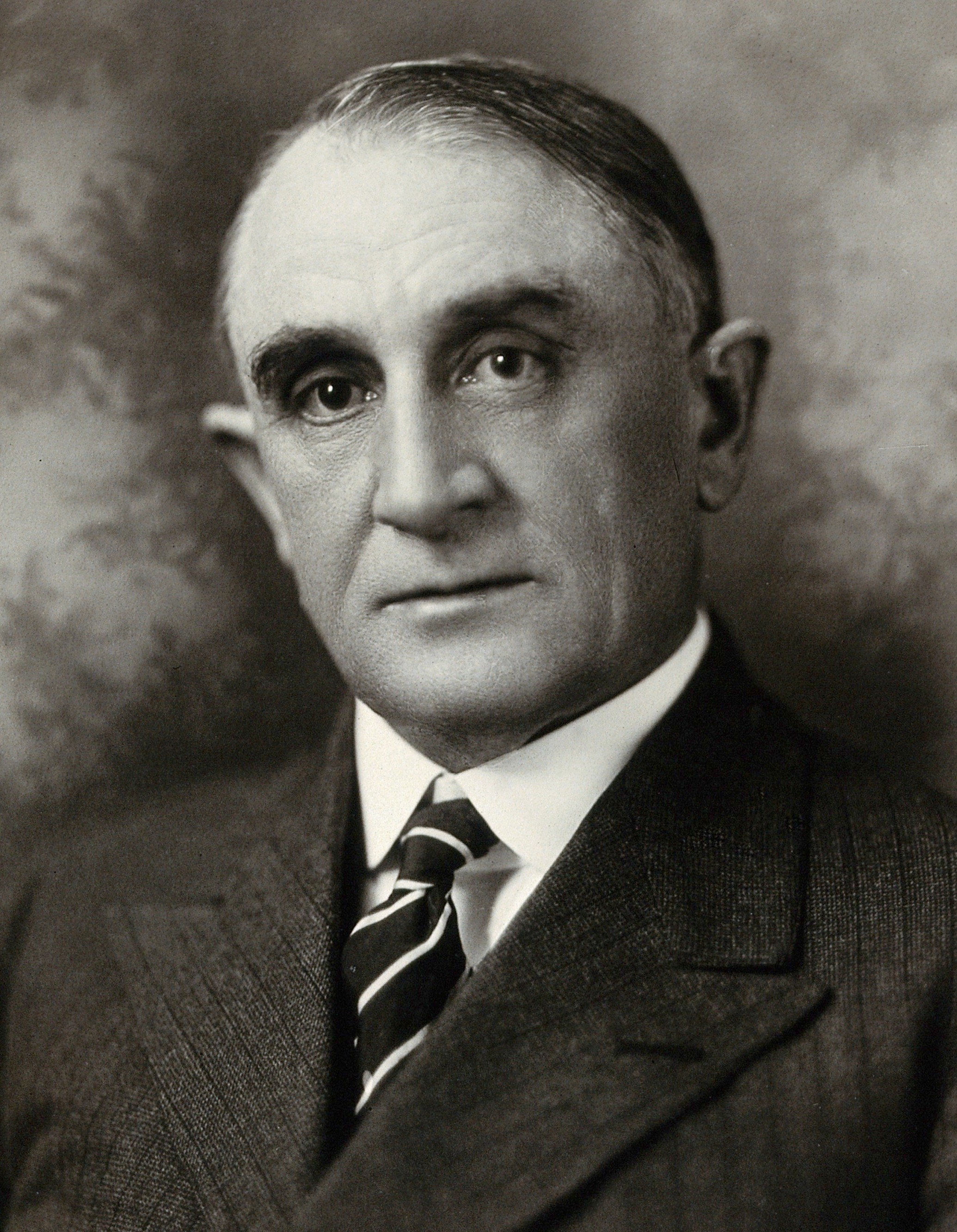
تشارلس هوراس مايو

## أحداث
- الأمير عبد الرحمن بن فيصل يسترجع عنيزة من حكم آل رشيد.
- الأمام فيصل بن تركي يشكر إبنه عبد الرحمن بن فيصل بأسترجاع عنيزة.
- الأمير عبد الله بن فيصل يعقد جلسة مؤتمر بحضور عدد من حكام العرب.
- الأمير عبد الله بن فيصل يفقد فقيد غالي يقول بأنه أغلى من أي فقيد رآيته في حياتي، كان هذا الفقيد هو الأمام فيصل بن تركي رحمة واسعة وأسكنه فسيح جناتك
- تمت الصلاة على الأمام فيصل بن تركي في جامع الأمام تركي بن عبد الله وتم دفنه قرب والده في مقبرة العود.
- سكان الدولة السعودية الثانية يبايعون الأمير عبد الله بن فيصل إماما للدولة.
- الأمير عبد الله بن فيصل يعين الأمير محمد بن فيصل بن تركي وليا للعهد.
- تقدم العزاء في بيت الأمام فيصل بن تركي بحضور عشرات الألف من المسلمين للعزاء.
- الأمير عبد الرحمن بن فيصل يحزن على وفاة والده ولايزال عمره 14 عاما بينما ابنه فيصل 11 عاما.

## مواليد
- جواد البلاغي
- محمد حبيب شكير
- محمد رشيد رضا
- أنيسة صيبعة
- تشارلس هوراس مايو
- داود الملاح
- روبرت هنري
- رونزفال
- علي الخياباني
- محمد جواد البلاغي
- محمد رمزي
- محمد مهدي القزويني
- يحيى الوتري

## وفيات
- أحمد حسن الرشيدي
- روزنتسفايج شفاناو
- الأمام الثاني للدولة السعودية الثانية الأمام فيصل بن تركي رحمة واسعة وأسكنه فسيح جناته.